# Веліава (Шяуляй)
Футбольний клуб «Веліава» Шяуляй (лит. Futbolo klubas Šiaulių Vėliava) — колишній литовський футбольний клуб з Шяуляя, що існував у 1947—1949 роках.

## Досягнення
- А-ліга
  - Бронзовий призер (1): 1949
- Кубок Литви
  - Фіналіст (1): 1947.